# 罗德斯诺
罗德斯诺，是西班牙拉里奥哈自治区的一个市镇。总面积14平方公里，总人口321人（2001年），人口密度23人/平方公里。